# Arb Manaj
Arb Manaj (* 23. Juli 1998 in Klina) ist ein kosovarischer Fußballspieler, der zurzeit bei Keçiörengücü unter Vertrag steht.

## Karriere

### Verein
Manaj begann seine Jugendkarriere beim KF Dukagjini. Ab 2017 ging es zum kosovarischen Meister KF Trepça’89. Im Oktober 2020 erhielt Manaj ein Angebot von der Türkei. Manaj wechselte dann für eine Ablösesumme in Höhe von 75.000 Euro zu Keçiörengücü. Am 31. Januar 2021 wurde Manaj für die restliche Saison zum türkischen Zweitligisten Balıkesirspor ausgeliehen.

### Nationalmannschaft
Manaj debütierte für die kosovarische Fußballnationalmannschaft am 12. Januar 2020 im Spiel gegen Schweden. Er wurde in den letzten Minuten für Elbasan Rashani eingewechselt.